# Memoriał Lajosa Asztalosa
Memoriał Lajosa Asztalosa – rozgrywany na Węgrzech w latach 1958–1971 międzynarodowy turniej szachowy poświęcony pamięci Lajosa Asztalosa, szachisty, sędziego i działacza szachowego.
Wszystkie turnieje memoriałowe odbyły się systemem kołowym z udziałem od 12 do 16 zawodników. Wśród jego zwycięzców znaleźli się czołowi ówcześnie szachiści świata, m.in. Michaił Tal, Wiktor Korcznoj, Lajos Portisch, Dawid Bronstein oraz Mark Tajmanow. Kilkukrotnie w memoriałach starowali zawodnicy polscy, nie osiągając jednak sukcesów (najlepszy wynik osiągnął Andrzej Sydor, który w 1968 r. podzielił IV-VII miejsce).

## Zwycięzcy memoriałów
| Lp | Rok  | Miasto       | Zwycięzcy                                       |
| -- | ---- | ------------ | ----------------------------------------------- |
| 1  | 1958 | Balatonfüred | Lajos Portisch                                  |
| 2  | 1959 | Balatonfüred | Ratmir Chołmow                                  |
| 3  | 1960 | Balatonfüred | István Bilek, Károly Honfi                      |
| 4  | 1961 | Debreczyn    | Izaak Bolesławski, Ervin Haág                   |
| 5  | 1962 | Kecskemét    | Ratmir Chołmow                                  |
| 6  | 1963 | Miszkolc     | Michaił Tal                                     |
| 7  | 1964 | Pecz         | Miłko Bobocow, Aivars Gipslis                   |
| 8  | 1965 | Gyula        | Wiktor Korcznoj                                 |
| 9  | 1966 | Szombathely  | Dawid Bronstein, Wolfgang Uhlmann               |
| 10 | 1967 | Salgótarján  | László Bárczay, István Bilek, Leonid Szamkowicz |
| 11 | 1968 | Debreczyn    | Władimir Liberzon                               |
| 12 | 1969 | Zalaegerszeg | Mark Tajmanow                                   |
| 13 | 1971 | Baja         | Győző Forintos                                  |